# 愛知県道377号豊川片寄線
愛知県道377号豊川片寄線（あいちけんどう377ごう とよかわかたよせせん）は、愛知県豊川市から岡崎市に至る一般県道である。

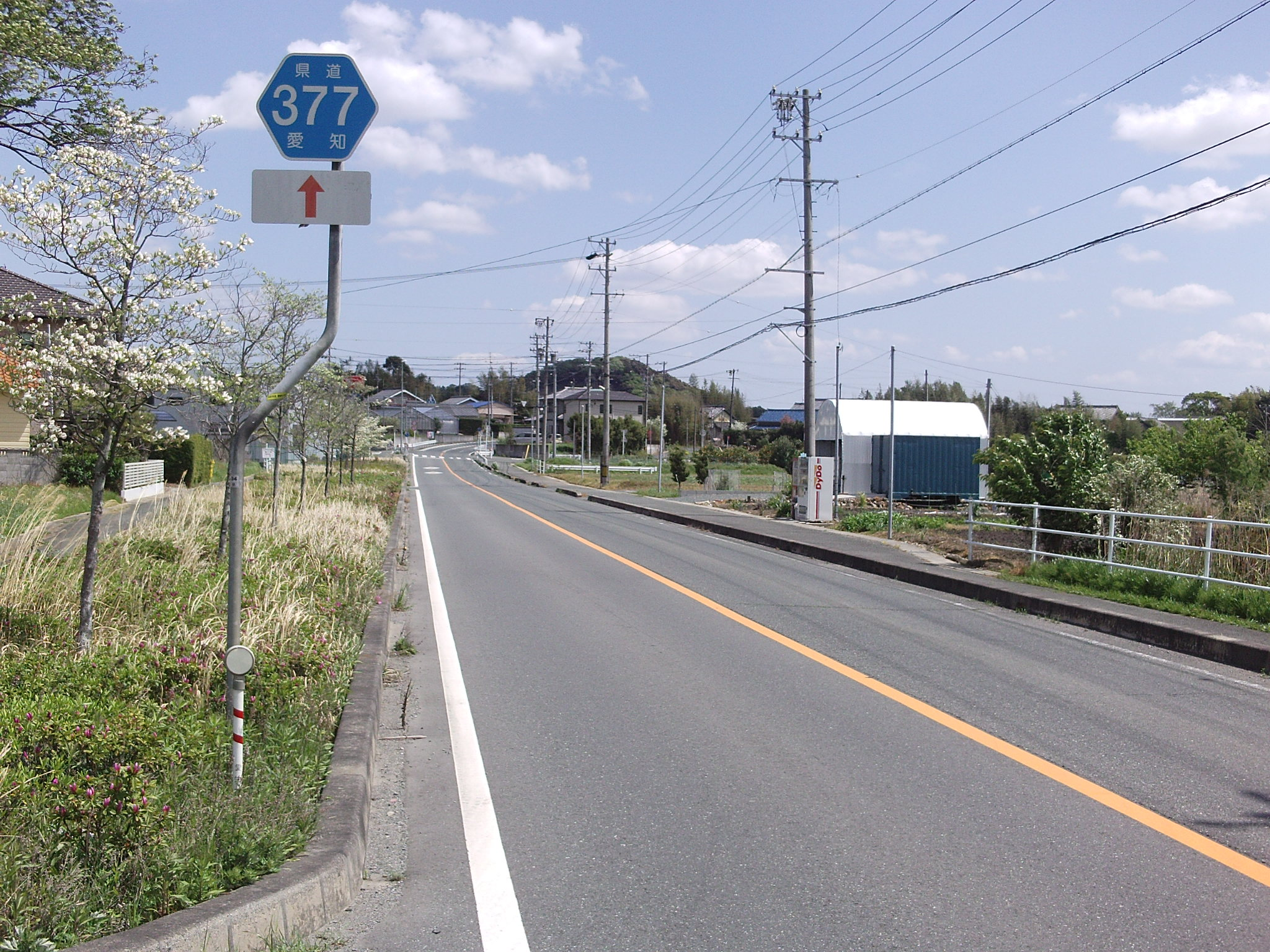
豊川市の平尾町。

## 概要
一部を除いて、ほとんどの区間が山間部である。豊川市八幡町（起点）から豊川市萩町までは比較的交通量が多いが、豊川市萩町から岡崎市までの区間は人家もほとんどないような完全な山の中であるため交通量は少ない。

### 路線データ
- 起点：愛知県豊川市八幡町（筋違橋交差点：愛知県道5号国府馬場線交点）
- 終点：愛知県岡崎市片寄町（愛知県道37号岡崎作手清岳線交点：豊橋北歩行者信号付近）
- 全長：約14.8km

## 沿革
- 1972年9月16日：一般県道豊川額田線として認定。
- 2007年4月1日：一般県道豊川片寄線に改称。

## 通過する自治体
- 愛知県
  - 豊川市
  - 岡崎市

## 交差・接続する接続する道路
- 愛知県道5号国府馬場線（姫街道）（筋違橋交差点・X字交差）
- 豊川市道八幡白鳥線（同・直進）
- 豊川市道伊奈鳥川線・市田八幡線（竹下交差点）
- 愛知県道332号大代赤坂線（萩工業団地西交差点東方で僅かに重複）
- 岡崎市道鳥川樫山線（岡崎市鳥川町字ニンヤ：ななまがり隧道経由で樫山町への近道）
- 岡崎市道大代鳥川線（岡崎市鳥川町字下辻）
- 愛知県道37号岡崎作手清岳線（宮崎街道）（岡崎市片寄町字中萩沢）

## 沿線
- 三河国分寺
- ミノルタ三河工場
- 愛知県立豊川特別支援学校
- 愛知県豊川浄水場
- バードレイクゴルフクラブ
- 豊川用水駒場調整池
- 平尾カントリークラブ
- 中山トンネル（延長210m）
- 萩工業団地
  - 東海理化電機製作所萩工場
  - 日本トレクス音羽事業所
- 新古坂峠（豊川・岡崎市境：標高236m）
- 鳥川ホタルの里湧水群：岡崎観光きらり百選と平成の名水百選に選定されている。
- 岡崎市立鳥川小学校（2010年3月閉校）